# Кайшо-Мару
Кайшо-Мару (Kaisho Maru) — судно, яке під час Другої світової війни взяло участь у операціях японських збройних сил на Борнео та в Мікронезії.

## Передвоєнна історія
Кайшо-Мару спорудили в 1938 році на верфі Harima Shipbuilding and Engineering у Айой на замовлення компанії Kaiyo Kisen.
10 липня 1941-го судно реквізували для потреб Імперського флоту Японії. До 30 вересня воно пройшло певну модернізацію на верфі Mitsubishi Heavy Industries у Йокогамі.

## Висадка на Борнео
1 грудня 1941-го Кайшо-Мару полишило Сасебо та попрямувало на південь. На початку останньої декади грудня воно перебувало біля Мірі (один з центрів нафтовидобутку на північно-західному узбережжі острова Борнео), де збирали загін для висадки у Кучингу (те саме узбережжя Борнео, але за п'ять сотень кілометрів на південний захід від Мірі). 22 грудня Кайшо-Мару та ще 8 транспортів полишили Мірі та надвечір 23 грудня досягли району призначення. Протидія висадці була обмеженою, проте внаслідок поганої погоди затонули чотири десантні катери, а транспортні та ескортні судна конвою отримали пошкодження.
Одразу після висадки Кайшо-Мару попрямувало до бухти Камрань (узбережжя Центрального В'єтнаму).

## Рейси у лютому— грудні 1942
27 лютого 1942-го Кайшо-Мару полишило Такао (наразі Гаосюн на Тайвані) та попрямувало на південний захід. 1 березня воно сіло на мілину біля атолу Пратас (три сотні кілометрів на південний схід від Гонконга), проте це не призвело до серйозних наслідків.
До кінця року судно відвідало (деякі не по одному разу) порти Такао, Токіо, Балікпапан (центр нафтовидобутку на східному узбережжі Борнео), Хайфон (північний В'єтнам), Міїке, Куре, Амбон (Молуккські острова), Макассар (південно-західний півострів острова Целебес), Давао (південне узбережжя філіппінського острова Мінданао), Сайгон (наразі Хошимін у Південному В'єтнамі), Шанхай, Кірун (наразі Цзілун на Тайвані), Осака, Харіма, Райчіші (наразі Красногорськ на Сахаліні), Нагоя, Муроран (острів Хоккайдо), Шікука (наразі Поронайськ на тому ж Сахаліні), Йоккаїчі, Гонконг, Хонгай (Північний В'єтнам), Мако (важлива база ВМФ на Пескадорських островах у південній частині Тайванської протоки), Вакамацу, Токуяма.

## Рейси до Мікронезії
2—7 січня 1943-го Кайшо-Мару пройшов з Токуями на Маріанські острови, відвідав тут Сайпан і Тініан, а 13—19 січня перейшов на атол Кваджелейн на Маршаллових островах. У наступні кілька тижнів також відвідав у цьому архіпелазі атол Малоелап, а 4—14 лютого здійснив перехід з Кваджелейна до Йокосуки.
До кінця лютого 1943-го судно побувало в Токуямі та Моджі, а 1 березня вирушило з останнього порта на схід Мікронезії. З 14 березня по 9 квітня Кайшо-Мару перебувало на Маршаллових островах, де відвідало атоли Кваджелейн, Малоелап та Джалуїт, при цьому вночі 4 квітня при підході до останнього судно було безрезультатно атаковане американським підводним човном USS Pollack. 9—11 квітня Кайшо-Мару здійснило перехід з Джалуїту на острів Науру, а 14—19 квітня прослідувало звідси на Трук. 26 квітня — 5 травня судно у складі конвою № 4426 здійснило перехід до Йокосуки.
До кінця травня 1943-го Кайшо-Мару побувало у Моджі та Осаці, а 1—11 червня у складі конвою здійснило перехід з Йокосуки на Трук. 28 червня — 3 липня судно витратило на рейс до Кваджелейну в конвої № 5284, 5—9 серпня пройшло назад на Трук разом з конвоєм № 6053.
21 серпня 1943-го Кайшо-Мару вирушило до Йокосуки у складі конвою № 4821. 22 серпня дещо більш ніж за п'ять сотень кілометрів на північний захід від Труку загін перехопив американський підводний човен USS Tullibee, який дав по ньому два-три торпедні залпи. Кайшо-Мару було уражене та швидко затонуло, загинуло 3 члена екіпажи.